# سندرم زولینگر-الیسون
سندرم زولینگر-الیسون (به انگلیسی: Zollinger-Ellison Syndrome (ZES)) یک بیماری است که مشخصه اصلی آن: افزایش ترشح اسید معده در اثر تومور ترشح‌کننده گاسترین می‌باشد و سبب زخم‌های شدید در دستگاه گوارش می‌گردد. این تومور اصطلاحاً گاسترینوما (به انگلیسی: Gastrinoma) نامیده می‌شود. تومور اولیه معمولاً در پانکراس یا دوازدهه قرار دارد. محل‌های دیگر استقرار این تومور که شیوع کمتری دارند عبارتند از: غدد لنفاوی مزانتریک، طحال، معده و کبد.
۲۰ درصد از موارد گاسترینوما با نئوپلازی اندوکرین متعدد تیپ ۱ (MEN-I) که سندرمی اتوزومال غالب است، همراهی دارد. بیشتر گاسترینوماها بدخیم بوده و رشد آهسته‌ای دارند، ولی تعداد کمی از آن‌ها رشد سریع‌تر داشته و به غدد لنفاوی همان ناحیه، کبد و استخوان متاستاز می‌دهند. سن بروز بیماری بین ۴۵ تا ۵۰ سال است و مردان کمی بیشتر از زنان دچار این بیماری می‌شوند.

## پاتوفیزیولوژی
هورمون گاسترین بر روی سلول‌های جداری غدد معده اثر گذاشته و سبب می‌شود که آن سلول‌ها، یون‌های هیدروژن بیشتری را به داخل فضای معده ترشح کنند. علاوه بر این، گاسترین به عنوان یک عامل تغذیه‌ای برای سلول‌های جداری عمل می‌کند و باعث بیش‌رویش سلول‌های جداری می‌شود. در حقیقت افزایش تعداد سلول‌های ترشح‌کننده اسید رخ داده و هر یک از این سلول‌ها نیز، اسید را در یک نرخ بالاتری تولید می‌کنند. افزایش شدت اسیدیته فضای درون معده به توسعه زخم‌های گوارشی متعدد در معده و دوازدهه کمک می‌کند.

## تشخیص
گام نخست برای تشخیص این بیماری، تعیین سطح گاسترین در هنگام ناشتا است. سطح گاسترین در هنگام ناشتا معمولاً کمتر از ۱۵۰ پیکوگرم در میلی‌لیتر است. در بیماران مبتلا به این بیماری، سطح گاسترین بیش از ۱۵۰ تا ۲۰۰ پیکوگرم در میلی‌لیتر است. اگر سطح گاسترین ناشتا بیش از ده برابر بالاتر از حد طبیعی باشد قویاً احتمال این سندرم وجود دارد. دومین راه برای تشخیص این بیماری، بررسی ترشح اسید معده است که اگر برون ده اسید کاهش یافته باشد نیازی به اقدامات تشخیصی بعدی نخواهد بود. PH پایه‌ای معده چنانچه برابر یا بالاتر از ۳ باشد گاسترینوما رد می‌شود. حساس‌ترین و اختصاصی‌ترین آزمون تشخیصی گاسترینوما ، آزمون تحریکی سکرتین می‌باشد.

### تعیین محل تومور
حدود ۹۰ درصد از گاسترینوماها در پانکراس، دوازدهه یا یک غده لنفاوی اطراف پانکراس دیده می‌شوند. ده درصد باقیمانده، گسترش وسیعی داشته و ممکن است در کبد، تخمدان، قلب، معده، امنتوم (omentum)، مجرای صفراوی مشترک (CBD) یا روده باریک یافت شوند.
برای تعیین محل گاسترینوما از روش‌های زیر می‌توان استفاده کرد:
- آندوسکوپی اولتراسوند می‌تواند تصاویر دقیق پانکراس را تهیه کند.
- اکترئو اسکن: که در آن به وسیله اندازه‌گیری میزان برداشت یک آنالوگ پایدار سوماتواستاتین یعنی ایندیوم پنتریوتاید تعیین کرد چون که انواع مختلفی از تومورهای درون ریز در سطح خود گیرنده برای سوماتواستاتین دارند.
- CT یا MRI شکم برای بررسی متاستاز
- آنژیوگرافی انتخابی
- نمونه برداری از ورید باب
- SASI: تزریق سکرتین در سرخرگ انتخابی است

## درمان
برای درمان از مهارکننده‌های پمپ پروتون (امپرازول و لانسوپرازول) و آنتاگونیست‌های گیرنده هیستامین H2- (مانند فاموتیدین و رانیتیدین) می‌توان استفاده کرد به منظور کم کردن سرعت ترشح اسید معده. PPI و آنتاگونیست H2 برای درمان دارویی نسبتاً بی‌اثر است. اکترئتید بهترین دارو برای مدیریت دارویی است.
درمان قطعی تنها از طریق جراحی و برداشتن تومورها یا شیمی‌درمانی امکان‌پذیر است.

## تاریخچه
گزارش‌های پراکنده‌ای از موارد غیرمعمولی از زخم معده در حضور تومور پانکراس وجود داشت، تا اینکه دو تن از جراحان به نام‌های زولینگر و الیسون در دانشگاه ایالتی اوهایو برای اولین بار، وجود یک رابطه علت و معلولی بین این یافته‌ها را محتمل دانستند. توصیف عمومی این سندرم برای اولین بار در نشست انجمن جراحی آمریکا در فیلادلفیا در ماه آوریل سال ۱۹۵۵ شنیده شد. پس از نشست مذکور، زولینگر و الیسون یافته‌های خود را در مجله سالانه جراحی منتشر کردند.